# 北京匯文中學
北京汇文中学（旧英文名字：Peking Academy），现位于北京市东城区培新街，首批北京市重点中学，首批北京市示范性普通高中，同时也是内四城区中占地面积最大的中学。
汇文中学始建于1871年（清同治十年），前身是美国基督教会“美以美会”附设的「蒙學館」，1912年更名为汇文大学校，1918年汇文大学堂大学部（燕京大学前身）与中学部拆分，同年中学部正式定名为汇文学校，1952年改名为北京市立第二十六中学，1959年因建北京火车站学校迁至现址，1989年始获准恢复「北京匯文中學」的名字，2001年北京市教委认定北京汇文中学为首批“北京市示范性普通高中”。2006年，学校获北京市精神文明先进单位、北京市基础教育研究先进学校、北京市爱国卫生先进单位、北京市绿化美化先进单位，北京2008奥林匹克教育示范学校等荣誉。
该校校友包括众多曾在有关领域作出巨大贡献的科学家及数名政治家。截止2024年，北京汇文中学的校友中有30名两院院士及中国社会科学院学部委员，4位国家级领导人，多位中华人民共和国开国将军及省部级领导人。此外，文艺界、体育界与教育界也皆有众多杰出校友。

## 歷史
汇文中学有悠久的历史，距今2024年已经建校153周年。
无论时代，汇文人都和他们的母校一样，在历史的时空中，如恒星般闪耀灼热并照亮他人。
——编者

### 晚清时期

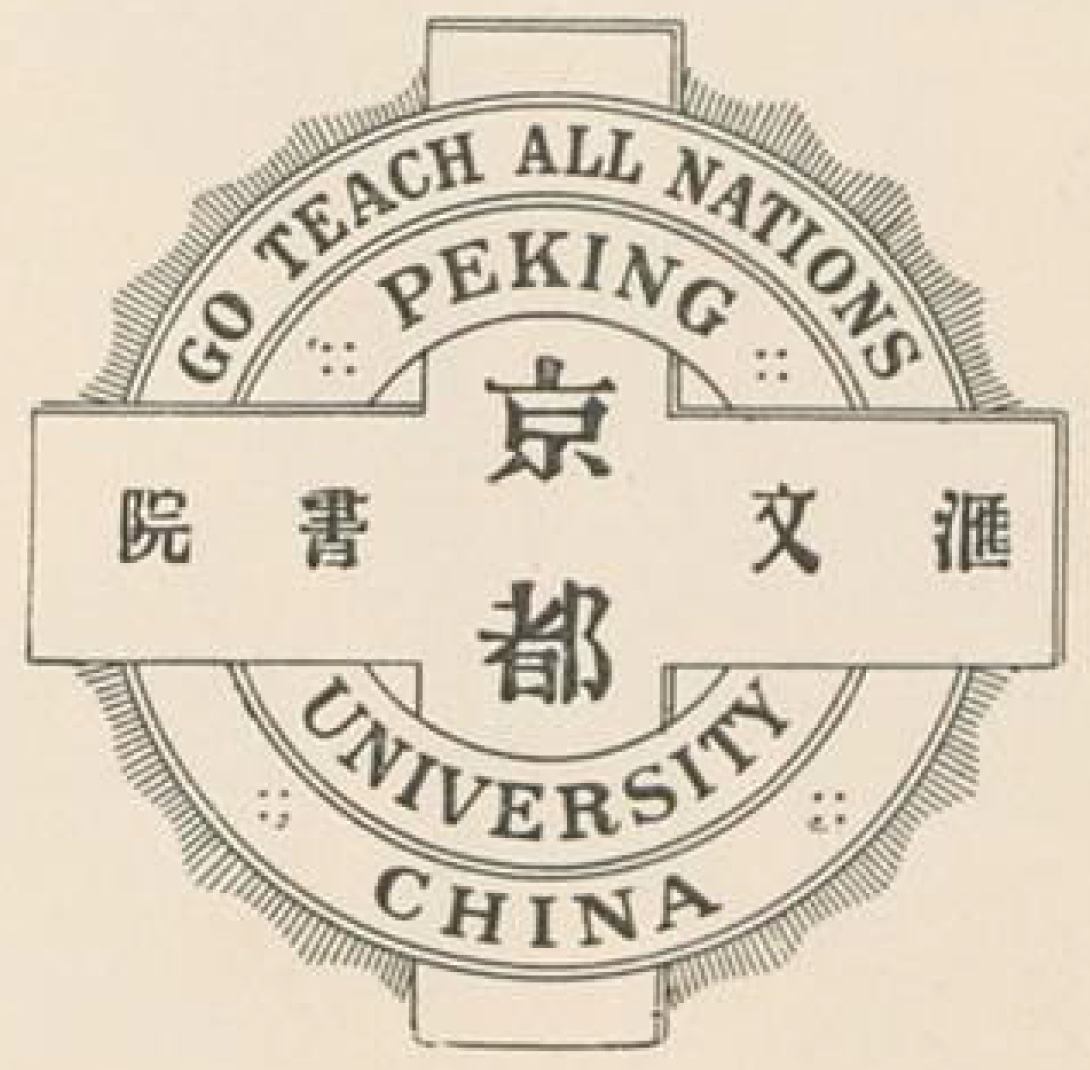
京都汇文书院校徽

北京汇文中学创办于1871年，旧汇文校史曾载：“咸同以后，力倡维新，泰西文化相继东漫，创其始者，厥有汇文”。同年，美国基督教会“美以美会”于崇文门内船板胡同建立教堂，并设“蒙学馆”一所，名“培元斋”，即为汇文学校的前身。当时仅有学生四名，授课主要以《四书》、《圣经》为主。   
自1882年以来，蒙学馆因学者日众，学校规模逐渐扩大，始任美国牧师贾腓力为校长。1884年 “美以美会”会督来华视察，提议建立中、高两所学校。次年便在原蒙学馆基础上，建立了“怀理书院”，开设博学（高等学校）、备学（中学或全曰预科）、成美（相当小学）和蒙学（启蒙教育）四馆，同时将英语及基本科学增入课程，重要课程皆为英语授课。   
1888年，美国人李安德博士升为校长，并在教会会督阜查理的建议下建立大学，怀理书院更名为“汇文书院”，从此便以“汇文”作校名。学校随即大兴土木，增加课程，设文、理、神、医及艺术等科目，一跃踞于北京名学府之列。   
1900年，庚子拳亂兴起，汇文书院惨遭烧毁。此后，时任校长刘海澜通过教会的施与，在崇内船板胡同原址重建汇文书院，并于1902年，重建德本斋、德厚斋等用作学生宿舍。1904年，为纪念前校长李安德，建安德堂楼作学生大讲堂，并于同年，改校名为“汇文大学堂”，学制四年。自此以后，来求学者日益踊跃。

### 中华民国时期
1912年起，学校更名为“汇文大学校”。1913年，最后一个建筑高林斋宿舍楼落成，这形成了汇文校园建筑的基本规模，也使学校成为华北地区有名的最高学府之一。   
1914年，驻京基督教各大教会提议合并所属大学，建立一个全新的大学。经协调，汇文大学堂大学部与华北协和女子大学等联合定新名为“燕京”。1918年正式成立燕京大学，汇文大学校宣布解体。燕京大学最后安定在京西郊燕园（今北京大学址）。崇内船板胡同的汇文大院，留下大学预科和中学两部，定名为“汇文学校”，蔡元培先生后曾亲自为学校题写校名和校训。   
1926年3月高凤山博士任为校长，并于1927年在国民党教育部立案。遵照教育部指令，校名改为“京师私立汇文中学”。   
1937年，七七事变，北平沦陷。汇文中学因是美国教会学校，不被日伪管辖，但是当时时局十分恶劣，经费短缺，致使学生名额锐减，办学环境十为艰难。1941年春，国内时局更加动荡，高凤山校长亲赴重庆从事救国运动，董事长李荣芳博士代理校务并于同年9月升任校长。12月8日太平洋战争爆发，美日交战，汇文中学终遭封锁。1942年，日伪市政府接管汇文，更校名为“北京市立第九中学”。   
1945年8月15日，第二次世界大战宣告结束。“北平私立汇文中学”的校名得以恢复。高凤山校长于次年春天重返汇文，恢复整顿。

### 中华人民共和国时期
1949年1月31日，北平和平解放，汇文中学开始了新生。
1952年，由北京市教育局接管，改为“北京市立二十六中学”。
1956年，学校被定为北京市十所重点校之一。   
1959年，因建北京火車站，汇文中学被拆除，校址遷至現东城区培新街6號，并被选定为北京十所重点中学之一。校园原址的操场所在地正是当今北京站大厅的位置。汇文中学的残余部分此后只留在船板胡同内的一二六中学和丁香胡同内的丁香小学，其校舍中还有一些清末样式的老房子。一二六中学于2003年因修建北京站行包房及无柱雨棚而被撤销、拆除。   
1970年，学校被确定为首批对外开放窗口校。   
1978年，学校被定为北京市重点学校之一。   
1985年，学校成立联合国教科文俱乐部。   
1989年，經北京市政府批准，恢復“北京匯文中學”名字。   
1998年，世界教科文组织俱乐部最高级别会议——执行理事会开幕式在学校实验楼报告厅举行。同年，学校实行建制改革，取消初中部，正式成为了一所北京市重点高中校。后经北京市、区教委批准，以原汇文中学的师资筹办了初中校，定名为“北京文汇中学（北京汇文中学分校）”，在筹办的过程中，汇文校友会亦提供大力支持。   
1999年，市、区政府批准学校81亩校园扩建总体规划。同年，学校完成实验楼生物标本廊和教学楼天象厅的建设。   
2001年底，被市政府批准为首批高中示范校。
2005年，学校恢复初中部，招收120名初一新生。
2006年，被第二十九届奥运会组委会、中华人民共和国教育部授予“北京2008奥林匹克教育示范学校”。
2008年，学校开办青海省黄南藏族自治州高中班（黄南高中班），首批招收25名学生。
2009年，学校新建通用技术实验室3个，完成理化生实验室12个改造项目。

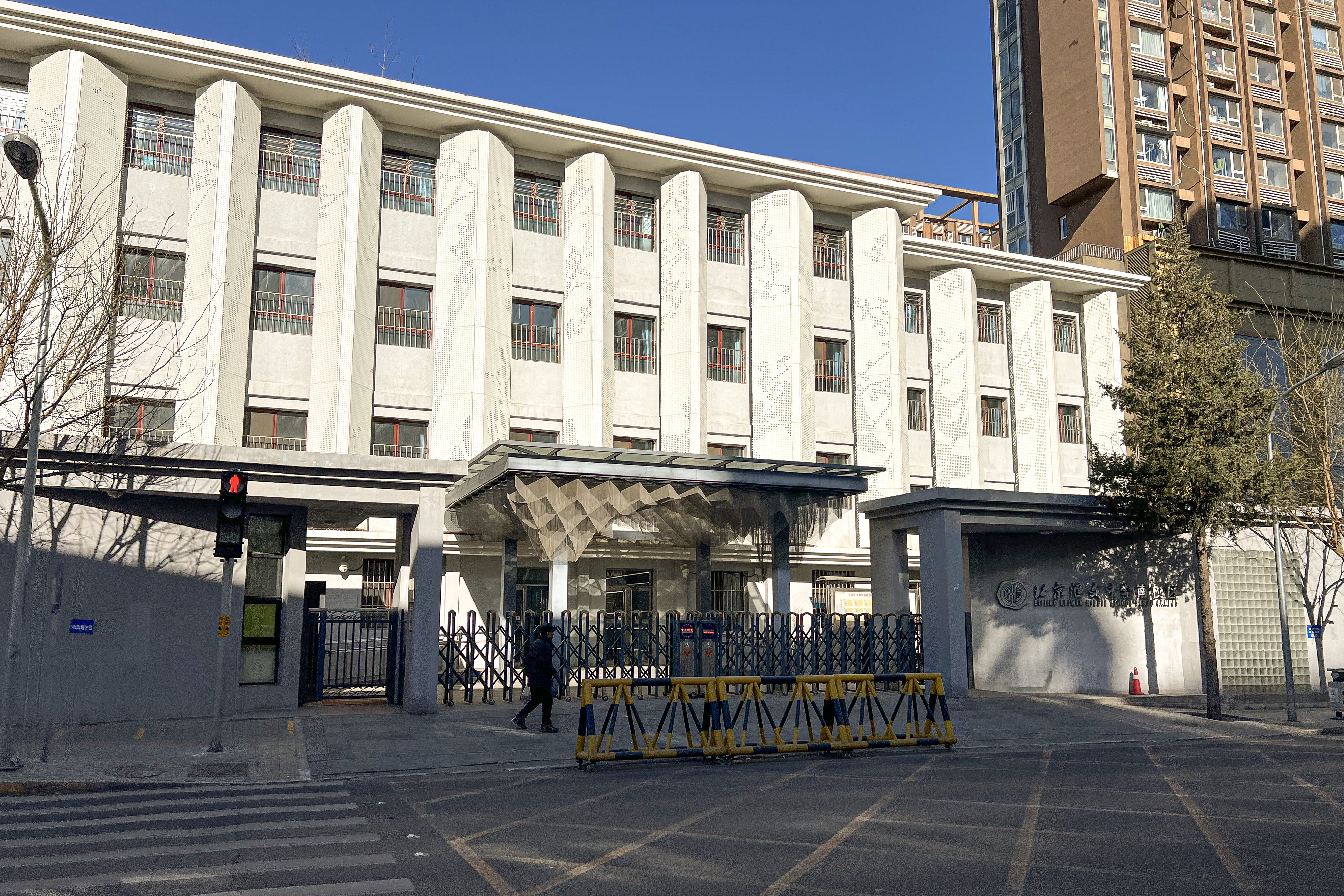
汇文中学周转南校区（原114中校址）

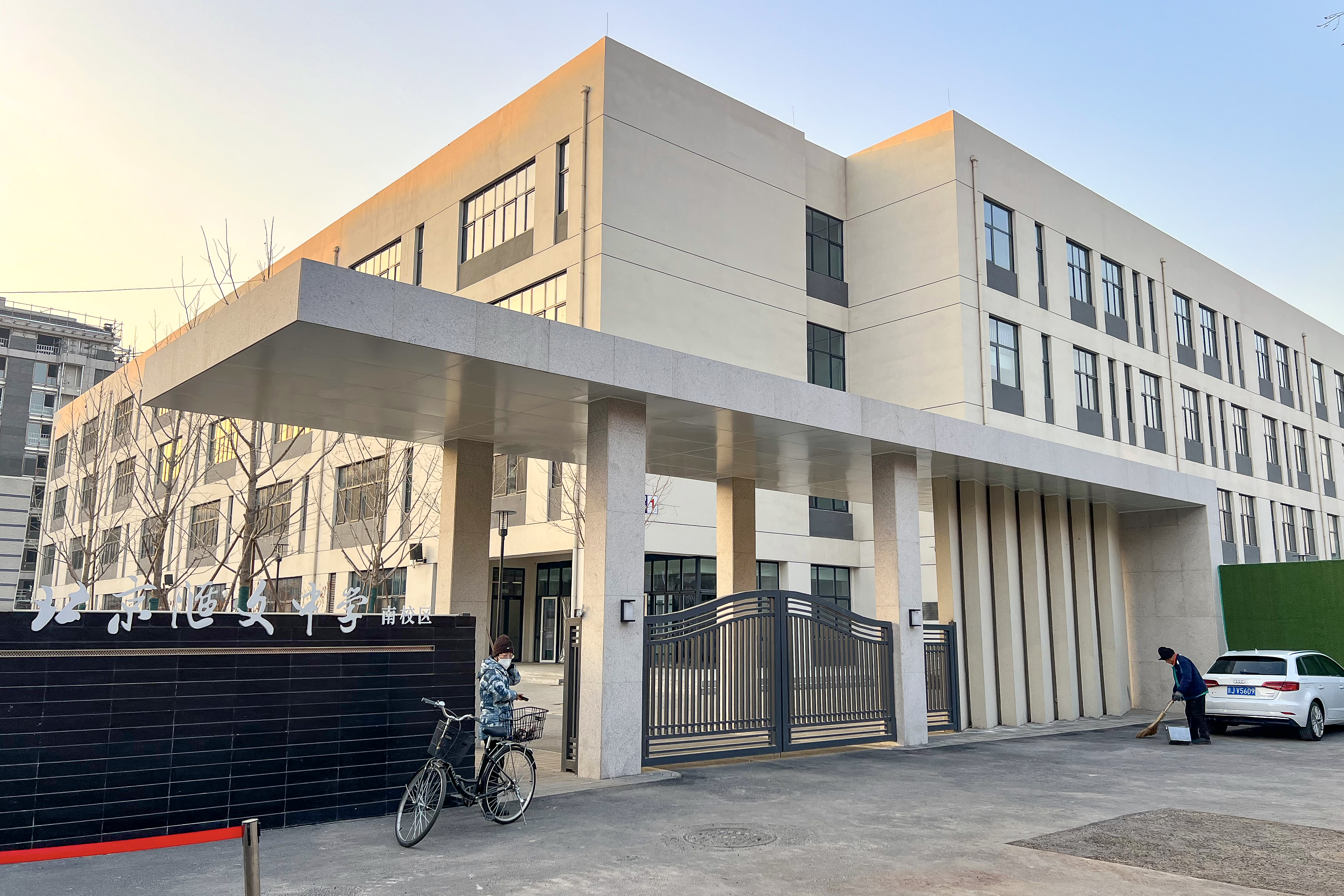
汇文中学南校区（原为李村棚户区）

2011年，东城区教委正式宣布成立北京汇文中学校区，北京汇文中学、北京市汇文第一小学成为首批联盟校。同年，北京汇文中学庆祝建校140周年，140年间从汇文走出去的毕业生接近5万人，其中涌现出众多各行各业的领军人物和社会中坚，仅两院院士便有20余人。
2012年，被中华人民共和国卫生部授予“全国无烟示范学校”称号。
2016年，经东城区教委批准成立北京汇文中学教育集团。
2017年，汇文中学成为全国青少年校园足球特色学校。
2019年，汇文中学教学楼重建计划基本完成。
2021年，位于永外西革新里的北京市第十一中学实验学校（原一一四中学）并入北京市第十一中学，原114中学校址成为汇文中学南校区。
2023年，北京汇文中学南校区经历两年周转后，在东城区永定门外望坛棚户区改造项目景泰路9号院落址。

## 校园文化

### 校训：“智、仁、勇”
1927年，汇文以“智、仁、勇”作为校训。1929年著名教育家蔡元培先生以《中庸》原句“好学近乎智，力行近乎仁，知耻近乎勇”题释之，并以此书赠汇文学校。

### 校徽
校徽由篆体“汇文”、火漆封印造型、汇文中学英文名称、建校年份、圆环五共类元素构成。
篆体“汇文"是学校自1927年沿用至今的视觉元素。篆体“汇文"的边缘形似一个平置的S，形如太极图，象征汇文中学“融汇天下文化之精华"。
校徽的背景取材自火漆封印。意寓汇文中学“融汇天下文化之精华"的形象特征；同时，火漆封印还象征着诚信与品质。
“PEKING ACADEMY'’是汇文中学的英文名称。
“1871"是汇文中学的建校年份，简洁的表达汇文中学悠久的历史。

### 校歌

#### 老校歌
此时期制定校歌，其词曰：我汇文，居中央，扼幽燕、控齐梁。星兮箕尾联奎壁，直腾千丈光芒。（叠句）巍巍乎，我汇文，万斯年，寿绵长，万斯年，寿绵长，文明日进无疆！我汇文，重自强，宏造就，作栋梁。尔我弟兄齐奋发，扬祖国之荣光。（叠句同前）我汇文，日炽昌，开文化，接青黄。万国精华齐陶冶，黄钟大吕铿锵。（叠句同前）

#### 第二任校歌
1931年六十周年校庆，李戏鱼老师改词，杨荣东老师根据德国音乐家勃拉姆斯的作品，改新校歌。   

#### 第三任校歌
现有校歌  注：歌词中的“全人教育”是汇文中学第三任中国校长高凤山博士于1926年提出的汇文中学的办学理念，其宗旨是——增进身体健康，涵养审美情操，增殖职业知能，预备升学基础，练习善用闲暇，学做良好公民，养成高尚品德。
国际合作
北京汇文中学站在教育面向世界的高度，积极推动中西文化交融，扩大对外交流合作，是基础教育界最早的对外交流窗口学校之一，是联合国教科文俱乐部在中国的第一个基层单位，学校与法国、德国、丹麦、瑞典、韩国、日本、美国，以及香港、台湾等国家和地区的十余所学校建立友好交流关系，每年有数百名师生参加互访活动。

## 校园

### 旧校园
汇文旧校址在崇文门内船板胡同1号，也就是现北京站所在地。1959年因建北京火车站，汇文中学从船板胡同迁出，原址建筑被基本拆除。
但是自1913年以来，汇文所形成的校园规模和具有的校园气质，早已成为当时北京老城内一道新鲜清澈的风景。其灰色清水砖式的建筑风格也于此同时诠释了那个年代独有的，一种中西合璧的素雅美感。
安德堂：此建筑建于1904年，为讲堂主楼，取名“安德”是为了纪念前任校长李安德博士。建筑有四层，下层为物理、化学实验室以及储藏室，二层1号为辅导处，二层甲号为图书室兼作学生自习室，可容纳200人左右。三层乙号是礼堂兼学生自习室，可容纳300人左右。四层为博物室，内部陈列动植物标本与各种矿石，同时还有史地教室，其中陈列中西参考书籍与各种图表。整个讲堂共有20余间房间，除公用与专用处所，其余都为教室。
德本斋：学生寄宿舍，位于安德堂以东，由美国德本先生捐助，于1902年重建。共三层，坐北向南，设有暖火炉电灯等设施。首层东手为生物实验室，二层为青年会所与阅报室。下层有沐浴处，理发所及食堂。房间共有50余间。
厚德斋：位于安德堂以北，为美国德厚先生捐筑，于1902年重建。用作学生寄宿舍，规模设备与德本斋大致相同，共有房间70余间。首层西首设有校长室及教育及商业两学科的教室。
高林斋：建于1913年，学生最大最新的寄宿舍，由美国高林先生所捐筑。位于安德堂以西。共四层，房间160余间，可容纳学生400人左右，其中西式钢床、水暖电等设备设施皆由美国伟乐施先生捐筑；下层有食堂及沐浴室；二层设有学生会会所，青年会所阅报室，公用教室及来宾招待室。
图书馆：落成于1935年秋，其位置位于当前北京一二六中学南部。建筑坐南朝北，主入口在北面中部，可由两侧台阶进入。面宽为十一开间，东西长28.5米，南北进深11米，墙身材料采用清水灰砖，檩垫枋绘有彩画。此馆作为老汇文时代最后的见证之一，在2002年北京站扩建时被拆除。

### 周转校
2013年11月11日，因进行教学楼重建工程，开启周转。周转校位于天坛东路58号，是原109中的地址。
天坛东路58号的硬件较差，但足矣完成中学阶段的基本教学任务。而更复杂的、需要硬件设施的课程会集中安排到某一天回到培新街校区上课。
多种因素的影响，培新街教学楼的重建工作延长到2018年才结束。2019学年开始，北京汇文中学结束周转，全体师生回到培新街6号上课。

### 新校园
现有校园位于东城区培新街6号。学校现有整体建筑群包括教学主楼、科技楼、实验楼（林同炎楼）、综合楼、宿舍楼，400米标准跑道运动场和一座体育馆，已成为北京中心城区占地面积最大的中学，学校占地面积超过27000平方米。
在幸福大街汇文中学校园内，有为纪念三·一八惨案烈士而建的“唐耀昆、谢戡烈士纪念碑”。这是从汇文中学船板胡同原址迁来。碑身正面刻有“为国死义唐谢君纪念之碑”，碑铭全文为：“举幡伏阙，自古有之。惟义与此，匪党匪私。何渎于天，市朝陈尸？！舍生报国，千古同悲！”

## 历任校长
- 1871年-1884年 贾腓力，英文原名Frank.D.Game well，美国人。
- 1884年-1888年 白雅各，美国人。
- 1888年-1893年 李安德，美国人。
- 1893年-1921年 刘海澜，美国人。
- 1921年-1922年 达卓志，美国人。
- 1922年-1923年 李天禄
- 1923年-1924年 曾学理，美国人。
- 1924年-1925年 刘芳
- 1925年-1926年 曾学理，美国人。
- 1926年-1941年 高凤山，中国著名教育家。
- 1941年-1942年 李鹿生
- 1942年-1943年 李荣芳
- 1943年-1945年 蒯超
- 1945年-1946年 李荣芳
- 1946年-1952年 高凤山，中国著名教育家。
- 1952年-1958年 张镜
- 1958年-1961年 林惠茹
- 1961年-1962年 张瑞苾
- 1962年-1966年 高万春
- 1974年-1978年 蔡公期，革委会主任。
- 1978年-1980年 陶希廉，革委会主任。
- 1980年-1983年 靳邦杰
- 1983年-1995年 王力今
- 1996年-2009年 李仲秋
- 2009年-2018年 陈维嘉
- 2019年-现在 郭杰

## 著名教师
- 阎述诗，中國现代爱国音乐家，特级数学教师。
- 高文会，化学特级教师。
- 裴新生，地理特级教师。
- 杨鹏声，体育特级教师。
- 郑孙平，化学特级教师。
- 马复华，语文特级教师。
- 海倩文，音乐特级教师。
- 蒋金生，数学特级教师。
- 张国，物理特级教师。（已退休）
- 夏维宏，北京市物理学科带头人。
- 史树青
- 阎宅仁
- 高庆恩
- 赵新翔
- 侯恩炬
- 谷振鑫
- 张佩瑚
- 刘开祥
- 金振华
- 李井亮
- 段丽萍
- 苏同
- 刘烁
- 吴宝文
- 白玉荣
- 郭振鹏

## 部分知名校友

### 学术
- 启功，中国书画家、文物鉴赏家、鉴定家。
- 贾兰坡，著名考古学家、地质学家、古人类学家，中国科学院终身院士，美国国家科学院院士，1929届校友。
- 梁思成，中国建筑史学家、建筑师、城市规划师和教育家，中国科学院院士。
- 王大珩，中国光学界的主要学术奠基人、开拓者和组织领导者，“两弹一星功勋奖章”获得者，两院院士，国际宇航科学院院士，1932届校友。
- 彭桓武，理论物理学家，“两弹一星功勋奖章”获得者，中国科学院院士，中国科学院理论物理研究所所长，1930届校友。
- 王忠诚，中国神经外科专家、中国工程院院士，1944届校友。
- 林同炎，美籍华裔，著名结构工程師，中国科学院外籍院士，1927届校友。
- 梁植权，生化与分子生物学家、医学教育家，中国科学院院士，1927届校友。
- 梁树权，分析化学家和教育家，中国分析化学先驱，中国科学院院士，1927届校友。
- 林同骅，中国著名航空及工程力学家，美国工程院院士，中国科学院外籍院士，1928届校友。
- 冯秉铨，中国现代电子学家、教育家，两院院士。
- 林同骥，著名流体力学家，中国科学院院士，1933届校友。
- 傅承义，地球物理学家，中国科学院院士，1929届校友。
- 关桥，航空制造工程焊接专家，中国工程院院士，1952届校友。
- 洪朝生，物理学家，中国低温物理与低温技术研究的开创者，中国科学院院士和常务委员，1936届校友。
- 谢家麟，中国科学院院士、国际著名加速器物理及技术专家、2011年度国家最高科学技术奖获得者，被誉为“中国粒子加速器之父”。
- 傅鹰，物理化学家、教育家及中国胶体化学奠基人，中国科学院院士。
- 李天初，计量专家，中国工程院院士。
- 孙燕，著名临床肿瘤学家，中国工程院院士，1948届校友。
- 许宝騄，中国现代数学家，概率论、数理统计学科的开创者，中央研究院第一批院士，中国科学院院士，1928届校友。
- 王德民，石油专家，中国工程院院士，“学霸版吴彦祖”，1955届校友。
- 孟昭英，电子学家、物理学家，中国科学院院士。
- 颜鸣皋，材料学家，中国钛合金研究奠基人，中国科学院院士。
- 刘承钊，四川医学院教授、首任院长，中国科学院院士。
- 徐芝纶，工程力学家与教育家，中国科学院院士。
- 卢肇钧，中国土力学及基础工程专家，中国科学院院士，1936届校友。
- 邝宇平，理论物理学家，中国科学院院士，1951届校友。
- 陈旭，古生物与地层学家，中国科学院院士。
- 丁国瑜，地质学家，中国科学院院士，1945届校友。
- 李连捷，土壤学家，农业教育家，中国土壤学学科创始人之一，中国科学院院士，1927届校友。
- 杨曾文，佛教史学者，中国社会科学院世界宗教研究所研究员，中国社会科学院荣誉学部委员。
- 李学勤，著名历史学家，前中国科学院历史研究所所长，国际汉学研究所所长，国际欧亚科学院院士。
- 曾景贤，公路及桥梁专家，公路科学研究工作的开拓者
- 宁幌，工程热物理学家，曾任西南联合大学、清华大学教授，国家发明奖一等奖得主。
- 何纯渤，著名电力专家，曾任国家电力部水电总局局长。
- 瞿同祖，著名历史学家，中国社会科学院近代史研究所研究员，加拿大大不列颠哥伦比亚大学教授。
- 谢毓章，凝聚态理论物理学家，中国物理学会理事。
- 周鲸文，教育家，前东北大学校长，曾当选吉林省政府主席。
- 杨德友，翻译家，波兰语学家，山西大学外语系教授。
- 杨锦山，热能动力工程专家，1933届校友。
- 程钊乐，物理学家，翱翔计划优秀营员，英国皇家科学院院士。
- 赵锡禹，中国著名的会计学家。
- 朱贵卿，著名呼吸内科学家，中华医学会结核病科学会副主任委员。
- 林士谔，自动控制专家、航空教育家，中国精确制导技术之父，1925届校友。
- 尚尔昌，原中国科学院声学研究所副所长，美国声学学会高级会员。
- 戴建平，临床神经科学专家，美国国家医学院外籍院士。

### 文艺
- 孙敬修，著名儿童教育家，令人尊敬的老人，1921届校友。
- 吴光宇，国画家。
- 郑效洵，著名作家。
- 张白山，著名翻译家。
- 肖复兴，著名作家，1966届校友。
- 郝爱民，著名相声演员。
- 李菁 (相聲演員)，北京曲艺、相声演员，德云社创办者之一。
- 李大同，前《中国青年报》冰点主编。
- 邓元昌，中国美术家协会会员、中国书法家协会会员、中国现代书法学会副秘书。
- 杨晓芳，演员。
- 穆家麒，中国美术家协会会员，天津美术学院教授，西方美术史论专家。
- 黄桂秋，京剧表演艺术家，著名京剧旦角，旦角黄派的创始人。
- 邵燕祥，当代诗人，《诗刊》副主编。
- 修宗迪，国家一级演员，北京人民艺术剧院演员。
- 阎述诗，作曲家，著名爱国歌曲《五月的鲜花》的曲作者。
- 陆川，中国著名电影导演、编剧，代表作《可西西里》《南京！南京！》

### 军事
- 王振乾，中华人民共和国开国少将，原第三机械工业部副部长，1933届校友。
- 张学思，中华人民共和国开国少将，原中华人民共和国海军第一参谋长，张学良之弟。
- 彭雪枫，中国著名将领，抗日战争中新四军牺牲的最高将领之一。
- 张克侠，国民党中将副司令，原林业部副部长。
- 余潜，中华人民共和国开国少将。
- 李福泽，中华人民共和国开国少将。
- 王大均，国防工程设计院副院长, 第五研究院副院长。
- 张汝澄，中华民国空军抗日烈士。

### 体育
- 年维泗，中国足坛名宿，前足协主席主席，1952届校友。
- 高洪波，中国著名球员和教练，曾两度担任中国男足主教练，现任足协副主席。
- 李彤，中国田径跨栏名将。
- 郭瑞龙，中国足球教练员。
- 路建人，中国足球守门员教练。
- 戚震，中国田径名将。
- 杨毅，《体坛周报》副总编辑、篮球评论员。
- 王一博，东城区区运会100米手表纪录。北京队注册运动员。
- 谢朝阳，中国足球运动员，前北京国安队长，前国脚。
- 南方，中国足球运动员。
- 王忆诚，中国篮坛最早的国手之一。

### 政经
- 邓力群，共產黨左派人物，曾任中央书记处书记，1935届校友。
- 陈昊苏，中国对外友好协会会长，共青团中央书记处书记，北京市副市长，陈毅之子，1959届校友。
- 汪文涛，原国务院参事，1934届校友。
- 李沛瑶，原人大常委会委员长，1952届校友。
- 万国权，原全国政协副主席，1939届校友。
- 弥松颐，文史委员会副主任，第九届北京市政协常委，第十届全国政协委员，1959届校友。
- 赵宁，埃森哲公司，1994届校友。
- 王晨 (政治人物)，原中央政治局委员，全国人民代表大会常务委员会副委员长，1967届校友。
- 陈仁炳，原上海市政协副秘书长，民盟上海市委员会第三届市委委员、副主任委员兼秘书长，复旦大学历史系教授。
- 傅泾波，社会活动家，傅履仁之父。
- 陈北辰，原辽宁省副省长，统战部部长
- 陆达，中国冶金工程技术专家，原冶金工业部副部长
- 黄鸿年，华裔企业家。

### 其他
- 唐耀昆，“三·一八惨案”烈士
- 谢戡，“三·一八惨案”烈士
- 刘文华，烈士
- 夏孙沄，民国空军抗日烈士
- 彭仁忭，民国空军抗日烈士
- 杨季豪，民国空军抗日烈士
- 洪炯桓，民国空军抗日烈士
- 朱令，朱令鉈中毒事件受害者，1992屆校友。
- 贝志城，朱令同班同学，1992屆校友。